# Інститут рукопису Національної бібліотеки України імені В. І. Вернадського
Інститут рукопису Національної бібліотеки України імені В. І. Вернадського — науково-дослідницький інститут, що займається вивченням, публікацією та збереженням рукописних фондів бібліотеки імені Вернадського. Створений 1992 року на базі відділу рукописів Національної бібліотеки України.

## Структура
Інституту рукопису складається з чотирьох відділів: відділ кодикології та кодикографії, відділ джерелознавства, відділ фондів рукописної спадщини та відділу фондів юдаїки.
- Відділ кодикології та кодикографії займається науковим описом та каталогізацією рукописної книги, що зберігається в фондах Інституту рукопису, організує підготовку каталогів та документальних публікацій пам'яток писемності.
- Відділ джерелознавства проводить науково-технічне опрацювання архівних фондів, інвентаризацію фондів, підготовку довідників.
- Відділ фондів рукописної спадщини займається організацією роботи зі збереження фондів, обслуговування читачів, створення науково-довідкового апарату та обліку архівного фонду.
- Відділ фонду юдаїки забезпечує зберігання, опрацювання та використання колекції єврейських рукописів та книг.

Читальна зала Інституту рукопису розташована у будівлі по вул. Володимирській, 62.
Директор Інституту рукопису — кандидат історичних наук  Ольга Петрівна Степченко.

## Напрями діяльності
- Збирання й формування повноцінного рукописного фонду, що відображає історію, науку та культуру України від давніх часів до сьогодення, а також організація й підтримання максимально сприятливих умов для зберігання рукописів.
- Залучення рукописів та історичних документів до наукового і суспільного обігу. Популяризація рукописної та документальної спадщини України.
- Розвиток допоміжних споріднених історичних та філологічних дисциплін, об'єктом вивчення яких є рукопис (кодикологія та кодикографія, польова та камеральна археографія, джерелознавство, дипломатика, архівознавство, документознавство тощо.
- Видавнича діяльність.

## Фонди інституту рукопису
Фонди інституту становлять понад 560 тисяч одиниць зберігання, з яких понад 8 тисяч рукописних книг. Основою фонду стали націоналізовані у період української революції 1917–1920 років бібліотечно-рукописні колекції, матеріали окремих осіб, передані в дар Національній бібліотеці та архівні матеріали особових архівів.
Найдавніші зібрання рукописних документів походять з фондів Київської духовної академії з її археологічним музеєм та матеріалами її попередників — Києво-Могилянської академії, братських шкіл, Ніжинського історико-філологічного інституту ім. кн. Безбородька, Київського університету св. Володимира (разом зі збірками Кременецького ліцею та інших навчальних закладів). Частина документів потрапила до інституту з фондів Волинського державного музею, Уманського краєзнавчого музею та Кам'янець-Подільського історичного музею.
Чимало документів походять з бібліотек релігійних організацій та монастирів: Софійського монастиря, Михайлівського Золотоверхого монастиря та деяких інших київських монастирів, а також козацького Межигірського монастиря, Києво-Печерської лаври і Почаївської Лаври.
Східні рукописи представлені найстарішими пам'ятками писемності: клинопаисними табличками з Месопотамії (початок III тис. до н. е.); рукописом народу баттів з о. Суматра XVIII століття, виконаним на корі дерева; рукописами на пальмових листях з Індії та о. Цейлон; тибетськими та китайськими рукописами різного часу; абіссінськими (зараз Ефіопія) рукописами XV і подальших століть; перськими та арабськими рукописами (переважно, це списки корану XIII-XIV століть, коментарі, теологічні, юридичні, літературні та філософські твори пізнього середньовіччя). Турецька рукописна книга та документи (грамоти султанів) представлена матеріалами XV-XVIII століть. Особливу цінність складають вірменські кодекси XIII століття та уривки з грузинських кодексів різного часу.
Колекція грецьких рукописів налічує близько 200 книг та документів. Латинських рукописів всього близько 50 (більшість з них в уривках), найціннішими з яких є рукописи польсько-литовського та українського походження. Більшість польських рукописів датується XVI-XVIII століттями. Рукописи східнослов'янськими мовами датовані XV-XVI століття, вони складають близько 400 одиниць збігання.
Український живопис XVIII століття представлений унікальною збіркою малюнків школярів Київської майстерні, що розташовувалася в Києво-Печерській лаврі.
У фондах інституту рукопису зберігаються також численні особисті архіви діячів української культури й науки, перелік яких можна знайти у виданні «Особові архівні фонди Інституту рукопису [Архівовано 26 лютого 2022 у Wayback Machine.]» Онлайн [Архівовано 9 липня 2011 у Wayback Machine.] та «Архіви, колекції та зібрання державних, громадських та релігійних установ у фондах Інституту рукопису Національної бібліотеки України імені В. І. Вернадського : путівник [Архівовано 8 серпня 2016 у Wayback Machine.]»

### Скарби інституту рукопису
- Київські глаголичні листки (X ст.) — одна з найдавніших глаголичних пам'яток старослов'янської писемності.
- Сліпченський Апостол (XII ст.) — рукопис на пергаменті.
- Оршанське Євангеліє (XIII ст.)
- Сербський Апостол (XIV ст.)
- Києво-Печерський патерик (у списку XV століття);
- Пересопницьке євангеліє (1556–1561);
- Український розмовник кінця XVI століття — одна з найдавніших пам'яток української розмовної мови;
- Супрасльський Ірмологіон
- Львівський літопис (1498–1649);
- Густинський літопис;
- Кройника Феодосія Сафоновича;
- Літопис Самовидця;
- Литовські статути;
- 12 книжок з філософськими творами Григорія Сковороди
- Єврейські рукописні книги та колекція пинкасім

## Основні публікації інституту
- Каталог арабских рукописей из ЦНБ имени В. И. Вернадского АН УССР. Каталог / Упор. А. В. Савченко. — К., 1988.
- Грецькі рукописи з фондів Бібліотеки Академії наук Української РСР у Києві. Каталог виставки / Укл. Л. А. Дубровіна, О. М. Гальченко. — Афіни, 1988. — 23 с. (грецькою мовою)
- Дубровіна Л. А. История о Казанском царстве (Казанский летописец). Списки и классификация текстов. — К., 1989.
- З епістолярної спадщини акад. В. І. Вернадського. Листування до акад. М. П. Василенко та О. О. Богомольця / Укл. С. М. Кіржаєв, В. О. Толстов. — Київ, 1991.
- Документальні матеріали М. С. Грушевського з фондів Центральної наукової бібліотеки ім. В. І. Вернадського Академії наук України / Укл. С. М. Кіржаєв. — Київ, 1991.
- Грецькі актові документи та листи з фондів Центральної наукової бібліотеки імені В. І. Вернадського Академії наук України. Каталог рукописів XVI-XIX ст. / Укл. Ю. К. Чернухін. — Київ, 1991.
- Дубровіна Л., Гальченко О. Іванова О. Кодикографія української та східнослов'янської рукописної книги і кодикологічна модель структури формалізованого опису рукопису. — К., 1992.
- Дубровіна Л. Кодикологія та кодикографія української рукописної книги. — К., 1992.
- Ділова документація Гетьманщини XVIII ст.: Зб. документів / Упоряд., автор передмови та комент. В. Й. Горобець. — К., 1993.
- Синові України: Збірник статей 1906 року на пошану проф. Володимира Антоновича (Фототипне відтворення). — К., 1993.
- Рукописна та книжкова спадщина України: Археографічні дослідження унікальних архівних та бібліотечних фондів: Зб. наук. праць ІР НБУВ. — К., 1993. — Вип. 1.
- Пантелеймон Куліш. Щоденник / Упор. тексту, прим. С. Кіржаєва. — К., 1993.
- Історія Академії наук. 1918–1923: Документи і матеріали / Упор.: В. Г. Шмельов (ст. упор.), В. А. Кучмаренко, О. Г. Луговський, С. В. Бакалійко та ін. — К., 1993.
- Рукописнна та кижкова спадщина України: Археографічні дослідження унікальних архівних та бібліотечних фондів: Зб. наук. праць ІР НБУВ. — К., 1994. — Вип. 2.
- Вісті Таврійської вченої архівної комісії і Таврійського товариства історії, археології та етнографії (1887–1931): Бібліогр. покаж. / Укл. Людмила Шарипова. — Київ, 1994.
- Олена Михайлівна Апанович: Бібліографічний покажчик (до 75-річчя від дня народження і 50-річчя наукової діяльності / Упор. С. Даневич; авт. вступної статті: Л. Дубровіна, В. Гром. — К., 1994.
- Національна архівна інформаційна система: структура даних (Матеріали для обговорення) / Укл. Л. А. Дубровіна, за участю О. В. Соханя. — К., 1994.
- Б. Д. Грінченко. Документи і матеріали фондів Інституту рукописів Центральній наукової бібліотеки: Покажчик / Упор. Н. М. Зубкова. — Вип.1. Поезії. — К., 1994.
- Киржаев С. Н, Имаи Е. Николай Петрович Баллин и его архив: библиографическое исследоавание о пионере русско-украинского кооперативного движения. // Ацта славіца йапоніца. — Т.12. — 1994. Саппоро, Йапан. — П.161-179.
- В. Б. Антонович. Курс лекцій з джерелознавства. 1880–1881 (Історія України в університетських лекціях. Вип.1) / Упор., передмова, примітки О. Василюк / НАН України. — К., 1995.
- Грецький Схід і Україна: Листи грецького духовенства XVIII ст. в фондах Інституту рукопису ЦНБ ім. В. І. Вернадського / Передмова і переклади Є. К. Чернухіна. — К., 1994.
- Національна архівна інформаційна система «Архівна та рукописна Україніка» і комп'ютеризація архівної справи в Україні // Зб. наук. праць. — К., 1995. — Вип.1: Інформатизація архівної справи в Україні: Сучасний стан та перспективи.
- Просвітителі Кирило і Мефодій у писемних джерелах Інституту рукопису ЦНБ НАН України: Каталог рукописів другої половини XV-першої чверті ХХ ст. / Укл. Л. А. Гнатенко. — К., 1995.
- Києво-Могилянська академія у документах і рідкісних виданнях центральної наукової бібліотеки імені В. І. Вернадського НАН України. Видання XVIII — першої чверті ХХ ст. Матеріали до бібліографічного покажчика. Вип. 1. / Укл. Л. М. Дениско, за участю М. С. Рубльової, В. Р. Галай. — К., 1995.
- Д. П. Деляфліз. Альбоми. — К., 1996. — Т. 1: Серія Етнографічно-фольклорна.
- В. Л. Модзалевський. Малоросійський родословник. — К., 1996. — Т. V. — Вип. 1.
- Рукописна та книжкова спадщина України. Археографічні діслідження унікальних архівних та бібліотечних фондів // Зб. наук праць ІР НБУВ. — К., 1996. — Вип. 3.
- Муха Л. В. Бібліотечні книжкові колекції та зібрання: походження, історія, реконструкція. — К., 1997.
- Рукописна та книжкова спадщина України: Археографічні дослідження унікальних архівних та бібліотечних фондів // Зб. наук праць ІР НБУВ. — К., 1998. — Вип. 4.
- Корній Л., Дубровіна Л. Болгарський наспів з рукописних нотолінійних ірмолоїв України кінця XVI- XVII ст. — Київ, 1998.
- В. Л. Модзалевський. Малоросійський родословник. — К., 1998. — Вип. 2.
- Дубровіна Л., Онищенко О. Історія Національної бібліотеки України імені В. І. Вернадського: 1918–1941. — К., 1998.
- Видатні вчені Національної академії наук України: особові архівні і рукописні фонди академіків і членів-кореспондентів у Національній бібліотеці України імені В. І. Вернадського (1918–1998). Путівник. — К., 1998.
- Д. П. Деляфліз. Альбоми. — К., 1999. — Т. 2: Серія Етнографічно-фольклорна.
- Музичний архів М. Леонтовича. Автографи М. Леонтовича у фондах Інституту рукопису НБУВ НАН України. Каталог / Упор. Л. П. Корній, Е. С. Юрченко. — К., 1999.
- Сокровища еврейськой культуры в Украине: Уникальные фонографические записи еврейского фольклора. 1912–1947 гг. / Укл. І. А. Сергеєва, Л. В. Шолохова. — К., 1997. Видання на CD-ROM.
- Грецькі рукописи у зібраннях Києва / Укл. К. Є. Чернухін. — К., 2000.
- Особові архівні фонди Інституту рукопису: Путівник // Ред. колегія: О. С. Онищенко (відп. редактор); Г. В. Боряк; С. Г. Даневич (відп. секретар); Л. А. Дубровіна (заст. відпов. редактора); Н. М. Зубкова; Т. І. Ківшар; С. Г. Кулєшов; В. Ю. Омельчук; Ю. А. Пінчук; П. Т. Тронько / Національна академія наук України. Національна бібліотека України імені В. І. Вернадського. Інститут рукопису. — К., 2002. — 768 с.
- Дубровіна Л. А. Історія Національної бібліотеки України імені В. І. Вернадського, 1941-1964 / Л. А. Дубровіна, О. С. Онищенко; НАН України, Національна бібліотека України імені В. І. Вернадського. — К.: Наукова думка, 2003. — 357 с. — (Проект «Наукова книга»).
- Гнатенко Л. А. Слов'янська кирилична рукописна книга XV ст. з фондів Інституту рукопису Національної бібліотеки України імені В. І. Вернадського : Каталог / НАН України, Національна бібліотека України імені В. І. Вернадського, Інститут рукопису; редкол.: О. С. Онищенко (голова), М. Ф. Дмитрієнко, Л. А. Дубровіна, Н. М. Зубкова, В. В. Німчук. – К.: НБУВ, 2003. - 348 с.
- Києво-Могилянська академія в документах і рідкісних виданнях з фондів Національної бібліотеки України імені В. І. Вернадського. Вип. 2 : Документи з історії Києво-Могилянської академії за матеріалами фондів Інституту рукопису (1615 - 1817) / НАН України, Національна бібліотека України імені В. І. Вернадського; археогр. опрацювання Т. В. Міцан ; ред. кол.: Л. А. Дубровіна (відп. ред.), О. С. Боляк (відп. секретар), В. С. Брюховецький, Н. М. Зубкова, В. Ю. Омельчук, О. С. Онищенко, П. Т. Тронько, 3. І. Хижняк. – К.: [б.в.], 2003. – 480 с.
- Історія Національної бібліотеки України ім. В.І.Вернадського. 1941-1964 / Л. А. Дубровіна, О. С. Онищенко; НАН України, Національна бібліотека України імені В. І. Вернадського. – К.: Наукова думка, 2003. – 360 c.
- Бібліотеки Києва в період нацистської окупації (1941-1943) : Дослідження. Анотований покажчик. Публікації документів / НАН України, Національна бібліотека України імені В. І. Вернадського, Інститут української археографії та джерелознавства ім. М. С. Грушевського, Державний комітет архівів України, Центральний державний архів вищих органів влади та управління України; уклад. Л. А. Дубровіна, Н. І. Малолєтова ; редкол.: О. С. Онищенко (голова), Г. В. Боряк, Л. А. Дубровіна, Н. М. Зубкова, О. О. Маврін, Н. В. Маковська, Н. І. Миронець, В. Ю. Омельчук, Роман Процик, П. С. Лохань. – К.: [б.в.], 2004. – 814 с.
- Істину встановлює суд історії": збірник на пошану Ф. П. Шевченка : в 2-х т. т. 1 : Джерела / УНДІАСД, Інститут рукопису Національної бібліотеки України імені В. І. Вернадського, Інститут археології, Інститут історії України Національної академії наук України ; упоряд.: С. Батуріна, Г. Боряк, І. Корчемна, Л. Дубровіна, І. Матяш, О. Титаренко ; у підготовці видання брали участь: Л. Андрієвська, О. Бернікова, Л. Васько, Л. Демченко, Н. Лісунова, Н. Московченко, Н. Павловська, І. Мага, І. Прокопенко, О. Степченко; вступне слово Дмитра Табачника; відп. ред. Геннадій Боряк. – К., 2004. – 782 с. – (Архівні та бібліографічні джерела української історичної думки ; вип. 10).
- Істину встановлює суд історії : в 2-х т. Том 2 : Наукові студії. Випуск 10 / В. Смолій [и др.]. – К.: [Б. в.], 2004. – 550 c. – (Архівні та бібліографічні джерела української історичної думки).
- Модзалевський В. Л. Малоросійський родословник. Т. 5, вип. 3 / Українське генеалогічне товариство; НАН України; Інститут рукопису НБУ імені В. І. Вернадського; Інститут української археографії та джерелознавства ім. М.С.Грушевського; Інститут історії України; Г.В. Боряк (ред.кол.), В.В. Томазов (упоряд.). – К.-СПб.: Видавництво ВІРД, 2004. – 80 с.
- Модзалевський В. Л. Малоросійський родословник. Т. 5, вип. 4 / Українське генеалогічне товариство; НАН України; Інститут рукопису НБУ імені В. І. Вернадського; Інститут української археографії та джерелознавства ім. М.С.Грушевського; Інститут історії України; Г.В. Боряк (ред.кол.), В.В. Томазов (упоряд.). – К.-СПб.: Видавництво ВІРД, 2004. – 80 с.
- Модзалевський В. Л. Малоросійський родословник. Т. 5, вип. 5 / Українське генеалогічне товариство; НАН України; Інститут рукопису НБУ імені В. І. Вернадського; Інститут української археографії та джерелознавства ім. М.С.Грушевського; Інститут історії України; Г.В. Боряк (ред.кол.), В.В. Томазов (упоряд.). – К.-СПб.: Видавництво ВІРД, 2004. – 80 с.
- Гальченко О. М. Оправа східнослов'янських рукописних книг та стародруків в Україні: історія, структура, опис / О. М. Гальченко ; відп. ред. Л. А. Дубровіна ; НАН України, Національна бібліотека України імені В. І. Вернадського. Інститут рукопису. – К.: [б.в.], 2005. – 375 с.: іл.
- Булатова С. О. Книжкове зібрання роду польських магнатів Яблоновських у фондах Національної бібліотеки України імені В. І. Вернадського / С. О. Булатова ; відп. ред. Л. А. Дубровіна, філологічне ред. Н. М. Зубкова; НАН України, Національна бібліотека України імені В. І. Вернадського, Інститут рукопису. – К.: [б.в.], 2006. – 332 с.: іл.
- Кашеварова Н. Г. Деятельность Оперативного штаба рейхсляйтера Розенберга в оккупированной Европе в период Второй мировой войны : Справочник-указатель архивных документов из киевских собраний / Н. Г. Кашеварова, Н. И. Малолетова ; НАН Украины, Национальная библиотека Украины имени В. И. Вернадского, Государственный комитет архивов Украины, Центральный государственный архив высших органов власти и управления Украины, Государственная служба по контролю за перемещением культурных ценностей через Государственную границу Украины, Thomson Gale; редкол. A. С. Онищенко (председатель) ..., Л. А. Дубровина, Н. М. Зубкова [и др.] ; научн. рук. проекта Л. Дубровина; науч. консультанты Г. Боряк, Н. Маковская. – К.: НБУ им. В. И.Вернадского, 2006. – 577 с.
- Сергєєва І. А. Архівна спадщина Семена Ан-ського у фондах Національної бібліотеки України імені В. І. Вернадського / Ред. кол.: О. Онищенко (голова), І. Шевченко (співголова), Г. Боряк, Р. Процик, Л. Дубровіна; НАН України, Національна бібліотека України імені В. І. Вернадського, Центр досліджень історії і культури східноєвропейського єврейства. – К.: ДУХ І ЛІТЕРА, 2006. – 544 c.
- Бодак О. П. Архів Михайла Брайчевського у фондах Інституту рукопису Національної бібліотеки України імені В. І. Вернадського: каталог / НАН України, Національна бібліотека України імені В. І. Вернадського, Інститут рукопису; редкол.: Л. А. Дубровіна (відп. ред.), Л. М. Яременко, Н. М. Зубкова, О. П. Степченко, С. О. Булатова, С. В. Сохань, С. Г. Даневич (відп. секретар). – К.: [б.в.], 2007. – 409 с.
- Методичні рекомендації для державної реєстрації книжкових пам`яток України: кириличні рукописні книги та стародруки / НАН України, Національна бібліотека України імені В. І. Вернадського; уклад. Н. П. Бондар, Л. А. Гнатенко, Л. А. Дубровіна, Н. М. Зубкова, О. А. Іванова ; передм. Л. А. Дубровіна, Г. І. Ковальчук. – К.: НБУВ, 2007. – 135 с.
- Гнатенко Л. А. Слов'янська кирилична рукописна книга XIV ст. з фондів Інституту рукопису Національної бібліотеки України імені В. І. Вернадського. Каталог. Кодиколого-орфографічне дослідження. Палеографічний альбом / Л. А. Гнатенко; редкол.: О. С. Онищенко (голова), В. В. Німчук, С. Г. Даневич (відп. секретар), Л. А. Дубровіна, Н. М. Зубкова; НАН України, Національна бібліотека України імені В. І. Вернадського, Інститут рукопису. – К.: НБУВ, 2007. – 264 с.
- Зубкова Н. М. Архів і бібліотека видатного діяча українського просвітництва Б. Д. Грінченка : з фондів НБУВ / Н. М. Зубкова; А. Дубровіна (відпов. редактор); Національна академія наук України. Національна бібліотека України імені В. І. Вернадського. Інститут рукопису. – К.: НБУВ, 2008. – 178 c.
- Дубровіна Л. А.Історія Національної бібліотеки України імені В. І. Вернадського, 1965-1991 / Л. А. Дубровіна, О. С. Онищенко; НАН України, Національна бібліотека України імені В. І. Вернадського. – К.: [б.в.], 2008. – 373 с.
- Степченко О. П. Українські вчені – фундатори спеціалізованих відділів національної бібліотеки України імені В. І. Вернадського (1918–1934) / О. П. Степченко; А. Дубровіна (відпов. редактор); Національна академія наук України. Національна бібліотека України ім. В. І. Вернадського. Інститут рукопису. – К.: НБУВ, 2008. – 217 c.
- Дубровіна Л. А. Бібліотечна справа в Україні в ХХ столітті / Л. А. Дубровіна, О. С. Онищенко; НАН України, Національна бібліотека України імені В. І. Вернадського, Інститут рукопису. – К.: [б.в.], 2009. – 530 с.
- Документальна спадщина Свято-Михайлівського Золотоверхого монастиря у Києві XVI-XVIII ст. з фондів Національної бібліотеки України імені В. І. Вернадського: Зб. док. / Автори-укладачі: Ю. А. Мицик, С. В. Сохань, Т. В. Міцан, І. Л. Синяк, Я. В. Затилюк. – К., 2011. – 559 c. : іл.
- Лось В. Е. Уніатська Церква на Правобережній Україні наприкінці XVIII - першій половині XIX ст.: організаційна структура та культурно-релігійний аспект. / В. Е. Лось; відп. ред. Л. А. Дубровіна. – К.: НБУВ НАН України, 2013. – 300 c.
- Степченко О. П. Архівна спадщина П. Я. Стебницького у фондах Інституту рукопису Національної бібліотеки України імені В. І. Вернадського. Каталог / О. П. Степченко ; Національна бібліотека України імені В. І. Вернадського. – К., 2014. – 464 c.
- Філіпович М. А. Полоцька земля в літописних та актових джерелах XI–XVI століть / М. А. Філіпович ; відп. ред. Л. А. Дубровіна; НАН України, НБУВ, Ін-т рукопису. – К., 2014. – 204 c.
- Архів українських філологів А. О. Білецького і Т. М. Чернишової у фондах Інституту рукопису Національної бібліотеки України імені В. І. Вернадського. Біографічне дослідження. Науковий каталог / Є. К. Чернухін; Т. С. Горбач; О. М. Купченко-Гринчук; В. Е. Лось; Національна бібліотека України імені В. І. Вернадського. – К., 2014. – 304 с. : іл.